# Boys and Girls
Boys & Girls – drugi singel promujący pierwszy studyjny album brytyjskiej wokalistki Pixie Lott – Turn It Up. Tekst utworu został napisany przez Phil'a Thornalley, Pixie Lott i Mads'a Hauge.

## Lista utworów
CD single[25] and iTunes single
1. "Boys and Girls" (Single Version) – 3:02
2. "If I Changed" – 3:41

iTunes (Remix Bundle) – EP
1. "Boys and Girls" – 3:04
2. "Boys and Girls" (Moto Blanco Remix Full) – 7:04
3. "Boys and Girls" (Fuzzy Logic Remix Full) – 5:47
4. "Boys and Girls" (Hot Pink Delorean Remix Full) – 6:37